# Congratulations (PewDiePie、Roomie和Boyinaband歌曲)
〈Congratulations〉（中文直譯：祝賀）是由瑞典YouTuber PewDiePie、音樂家喬爾·貝霍特和英國音樂家Boyinaband創作的歌曲。該音樂錄影帶於2019年4月1日在YouTube上發布，以回應印度頻道T-series的訂閱數即將超越PewDiePie，並成為订阅人数最多的YouTube频道。該音樂影片在印度被封鎖。該影片的觀看次數超過2.2億，是PewDiePie觀看次數第二高的影片。

## 背景
在2018年中，印度音樂影片頻道T-series的訂閱人數迅速接近瑞典網路喜劇演員與當時的訂閱人數最多的YouTuber PewDiePie。為作回應，在這場競賽中，PewDiePie的粉絲和其他YouTuber紛紛表示了對PewDiePie的支持，而T-series的粉絲和其他YouTuber也表示對T-series的支持。在競賽中，兩個頻道都以超前的速度獲得了大量的訂閱者。在2019年2月、3月和4月，這兩個頻道的訂閱數量多次超越對方。

## 作曲和歌詞
在風格上，〈Congratulations〉是一首氛圍歡樂的合成器流行與嘻哈歌曲。在內容上，〈Congratulations〉是一首戲謔曲（Diss track）—在音樂影片中，PewDiePie批評T-series老闆Bhushan Kumar涉嫌逃漏稅，並批評T-series早年透過銷售盜版歌曲獲得成功。他還嘲笑T-series如何向他發送停終信函，稱他的行為和〈婊子千層麵〉的歌詞具有誹謗性。該影片還感謝他的粉絲在他的YouTube生涯中一直跟隨著他，並引用了過去的著名影片。

## 反應
這首歌的人氣使PewDiePie在3月31日獲得了168,000名訂閱者；在4月1日獲得了309,000名訂閱者，這導致他當天超越T-series，所以在Twitter上發布了則貼文「大聲地笑 (big lol)」，並附了張訂閱人數的螢幕截圖。他最終在4月8日達到了512,000名訂閱者的顛峰。然而，隨著T-series在2019年4月14日再次超越PewDiePie，該影片的效果很快消失了。
影片發行八天後，PewDiePie與他先前發行的歌曲〈婊子千層麵〉在印度一起被封鎖。德里高等法院應T-series的要求，對這兩首歌發出了禁止令，他們斷定這首歌是「誹謗，貶低，侮辱和令人反感」，並且這些歌曲包含「重複的評論……侮辱性，粗俗性和种族主义」法院在判決中指出，PewDiePie在〈婊子千層麵〉發行後與T-series進行了溝通，在發布了第一個影片後道歉，並「保證他不再計劃做出更多相關影片。」
據報導，2019年8月，T-series和PewDiePie已在法庭外解決了法律糾紛。

## 音樂影片
歌曲的音樂影片在同一天發布。該影片是在2018年11月錄製的，原因是預期T-series將超越其訂閱數。影片顯示PewDiePie、Roomie和Boyinaband在充滿氣球、香檳和模仿T-series標誌的蛋糕的房間內舉行派對。他們以嘲諷的方式唱歌和跳舞來祝賀T-series。後半段的橋上，PewDiePie向所有粉絲和訂閱者表示感謝，以支持他的職業生涯，並在鏡頭前「Brofist」，然後緊接著歌曲的最終合唱，三個人在晚上向天空發射煙火。結尾，MrBeast對著鏡頭緩慢地拍手。截至2022年9月，音樂影片的觀看次數已超過2.2億。

## 排行榜
| 2019年排行榜                           | 最高名次 |
| -------------------------------------- | -------- |
| 新西兰（新西兰唱片音乐协会熱門單曲榜） | 27       |
| 蘇格蘭（官方榜單公司單曲榜）           | 77       |
| 瑞典（瑞典每周熱歌榜）                 | 8        |
| 美國（《告示牌》喜劇數位曲目銷售榜）   | 1        |